# Garcia Jimenes
Garcia Jimenes (em castelhano: García Jiménez; ca. 835-depois de 885) foi rei de Pamplona entre 870 e 882.

## Biografia

O Reino de Pamplona (Reino de Navarra), no século IX.

Era bisneto do duque Jimeno de Pamplona (ca.745-805), que algumas fontes indicaram como seu filho, mas uma análise cronológica descarta tal possibilidade. De acordo com o Códice de Roda, tinha um irmão chamado Íñigo Jimenes.[a] Nascido na região dos Pirenéus ou Marca Hispánica que passou a corresponder ao Reino de Navarra, onde sua família tinha seus domínios. Especula-se que assumiu o poder após a derrota do rei Iñigo Garcês de Pamplona nas mãos dos muçulmanos, ou que adotou o título de rei em outro lugar enquanto Inigo Garces era rei na sua região.

## Matrimónio e descendência
Casou por duas vezes, do primeiro casamento com Onneca Rebelle de Sangüesa, senhora de Sangüesa, teve:[b]
- Sancha Garcês de Pamplona, que foi casada por duas vezes, a primeira com Íñigo Fortúñez e a segunda com o conde Galindo II Aznárez, conde de Aragão entre 893 e 922
- Íñigo Garcês (m. depois de 931)  Após da morte de seu meio-irmão, Jimeno, Íñigo foi o novo tutor do seu sobrinho Garcia Sanches, mas parece que surgiu uma confrontação entre o novo tutor e os apoiantes do jovem herdeiro ao trono.[1]

O segundo casamento foi com Dadildis de Pallars, filha de Lopo I de Bigorre e de Faquilena de Roergue, filha do  Conde de Toulouse, Raimundo I Conde de Toulouse, de quem teve:[c]
- Sancho Garcês I de Pamplona (c. 860 — 11 de Dezembro de 925) que viria a ser o primeiro rei e Pamplona da Dinastía Jimena[1][2]
- Jimeno Garcês (? - 29 de março de 931). Quando morreu a seu irmão Sancho Garcês I, Jimeno assumiu o governo do reino como aio e tutor de seu sobrinho de seis anos, o futuro rei Garcia Sanches I de Pamplona. Embora os documentos o chamem rei ou príncipe, Jimeno governou em nome de seu sobrinho.[1]